# Ander Guevara
Ander Guevara Lajo (Vitoria-Gasteiz, 7 de julho de 1997) é um futebolista que joga para o Alavés como um meio-campista.

## Carreira
Nascido em Vitoria-Gasteiz, Álava, País Basco, Guevara se juntou a Real Sociedad's jovens de instalação, em 2012, do Deportivo Alavés. Ele foi promovido para a fazenda equipe à frente do 2015-16 temporada, e fez sua estreia durante a campanha na Tercera División.
Guevara fez sua primeira estreia da equipe no dia 26 de outubro de 2017, substituindo companheiro de juventude de pós-graduação Rubén Pardo por 1-0, vitória fora de casa contra Lleida Esportiu, para a temporada de's a Copa del Rey.

## Títulos
Real Sociedad
- Copa do Rei: 2019-20